# Tommy Steele in Frank Loesser's Hans Christian Andersen
Tommy Steele in Frank Loesser's Hans Christian Andersen er en LP fra 1974 med soundtracket fra Frank Loessers musical Hans Christian Andersen (mere præcist teater-versionen fra London Palladium dette år) med Tommy Steele i hovedrollen. LP'en er genudgivet på CD i 1991 af Castle Communications i Marble Arch-serien.

## Numre
- Overture (Loesser)
- This town (Marvin Leird)
- Thumbelina (Loesser)
- Truly loved (Loesser)
- For Hans tonight (Marvin Leird)
- Jenny kissed me (Loesser)
- Inchworm (Loesser)
- Ecclesiastious (can I spell) (Marvin Leird)
- Wonderful Copenhagen (Loesser)
- Anywhere I wander (Loesser)
- I'm Hans Christian Andersen (Loesser)
- The ugly duckling (Loesser)
- No two people (Loesser)
- The king's new clothes (Loesser)
- Anywhere I wander (reprise) (Loesser)